# Archibald Nye
Archibald Edward Nye (Dublin, 23 april 1895 – Londen, 13 december 1967) was een Britse legerofficier die zowel in de Eerste als de Tweede Wereldoorlog diende. Later diende hij als vice chief of the Imperial General Staff. Na de Tweede Wereldoorlog was hij gouverneur van Madras en hij was hoge commissaris voor India en Canada.

## Legercarrière
Nye studeerde na de dood van zijn vader aan de Duke of York's Royal Military School. Maar toen brak de Eerste Wereldoorlog uit toen hij nog studeerde. Nye vertrok in 1914 naar met het British Expeditionary Force naar Frankrijk en diende daar als onderofficier. In 1915 werd hij geselecteerd om te worden toegevoegd aan de Prince of Wales' Leinster Regiment. Nye raakte tijdens de Eerste Wereldoorlog twee keer gewond tijdens gevechten en werd hiervoor onderscheiden met het Military Cross.
Toen het Leinster Regiment werd ontbonden werd Nye overgeplaatst naar de Royal Warwickshire Regiment. Tussen beide wereldoorlogen bekleedde hij diverse regimentsposten en deed van 1924 tot 1925 een stafcursus aan de Staff College in Camberley die hij met succes aflegde. In 1932 slaagde hij voor zijn studie rechten en werd bevoegd de functie van advocaat te bekleden bij de Innere Temple. Van eind 1937 tot 1939 voerde hij het bevel over het 2de Bataljon van het Warwickshire Regiment, die in die tijd werd hernoemd in de Royal Warwickshire Fusiliers.
In 1939 werd Nye naar India gezonden om daar van mei 1939 tot januari 1940 het bevel te voeren over de Nowshera Brigade. In februari 1940 keerde hij terug naar Londen en kreeg hij de post van plaatsvervangend directeur voor stafaangelegenheden bij de War Office en in oktober werd hij benoemd tot directeur van stafaangelegenheden en bevorderd tot generaal-majoor. In december 1941 werd hij benoemd tot vice chief of the Imperial General Staff met de rang van luitenant-generaal (in november 1941 werd de rang van generaal-majoor definitief). Zijn belangrijkste taken waren om de Chief of the Imperial General Staff, Alan Brooke te vertegenwoordigen in de vele comités waarin hij zat zoals de Chiefs of Staff Committee, de Defence Committee (Operaties), de War Cabinet en de Army Council als Brooke verhinderd was. Nye bleef de rest van de Tweede Wereldoorlog de functie van vice chief of the General Imperial Staff bekleedde. Zijn rang van luitenant-generaal werd in september 1944 definitief. 

## Gouverneur van Madras
Nye werd op 26 februari 1946 benoemd tot gouverneur van Madras en bleef tot 7 september 1948 dienen als gouverneur. De dag voor zijn benoeming als gouverneur waren in Madras arbeidersstakingen. De rest van zijn ambtsperiode werd de provincie geteisterd door boerenopstanden. Nye was van 10 augustus 1946 tot 31 maart 1949 ook Colonel-in-chief van het Madras Regiment. 
Na het gouverneurschap van Madras was Nye nog van 1948 tot 1952 Brits hoge commissaris van India en van 1952 tot 1956 Brits hoge commissaris van Canada. 

## Militaire loopbaan
- Non-commissioned officer: 1914
- Second Lieutenant: 5 december 1915[1]
- Lieutenant: 5 september 1916[2]
- Waarnemend Captain: augustus 1917[3]
- Captain: 20 juni 1923[4]
- Titulair Major: 1 juli 1930[5]
- Lokaal Lieutenant-Colonel: 1932[6]
- Titulair Lieutenant-Colonel: 1 juli 1934[7]
- Major: 8 september 1935[8]
- Lokaal Lieutenant-Colonel: 30 juni 1934[9]
- Titulair Lieutenant-Colonel: 1 juli 1934[9]
- Lieutenant-Colonel: 23 november 1937[10]
- Lokaal Brigadier: 5 mei 1939[9]
- Tijdelijk Brigadier: 20 mei 1939[11]
- Colonel: 25 mei 1939 (gedateerd 1 juli 1937)[12]
- Waarnemend Major-General: 1 november 1940[13]
- Tijdelijk Major-General: 1 november 1941[14]
- Major-General: 18 november 1941[15]
- Waarnemend Lieutenant-General: 5 december 1941[9]
- Tijdelijk Lieutenant-General: 5 december 1942[16]
- Lieutenant-General: 14 september 1944[17]

## Onderscheidingen
- Military Cross in 1918[18]
- Lid in de Orde van het Bad in juni 1942[19]
- Ridder Commandeur in de Orde van het Britse Rijk op 1 juni 1944[20]
- Ridder Commandeur in de Orde van het Bad op 1 januari 1946[21]
- Ridder Grootcommandeur in de Orde van het Indische Keizerrijk op 8 februari 1946[22]
- Ridder Grootcommandeur in de Orde van de Ster van Indië op 14 augustus 1947[23]
- Ridder Grootkruis in de Orde van Sint-Michaël en Sint-George op 7 juni 1951[24]
- Overwinningsmedaille (Verenigd Koninkrijk)
- Britse Oorlogsmedaille
- Medaille voor het Zilveren Jubileum van George V
- Medaille voor de Kroning van George VI
- Herinneringsmedaille ter gelegenheid van de kroning van H.M. Koningin Elizabeth II van Groot-Brittannië
- Onafhankelijkheidsmedaille van India
- War Medal 1939-1945
- 1914-15 Ster